# Revolução Russa de 1918

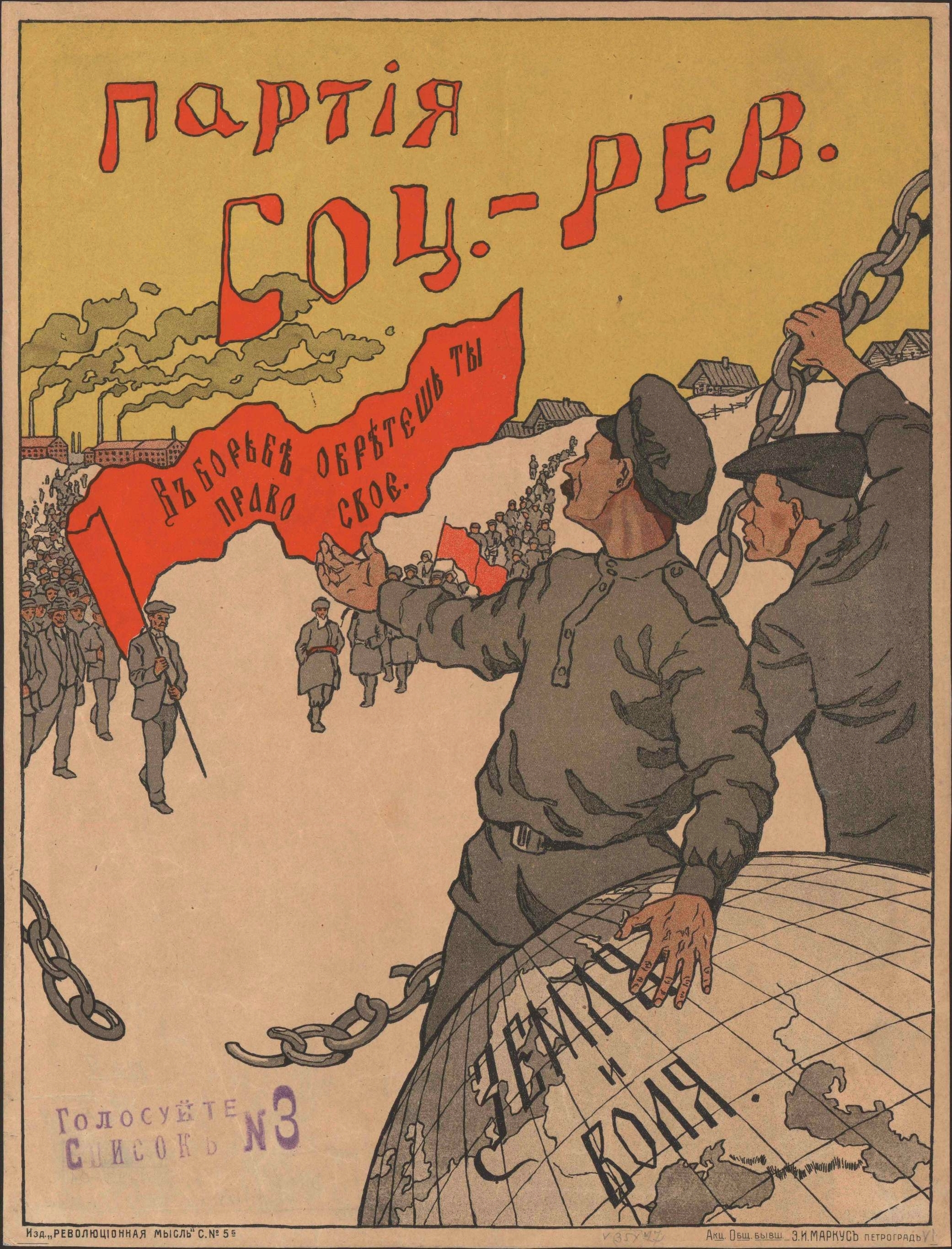
O Partido Socialista Revolucionário.

A Revolução Russa de 1918 (também conhecida como a Terceira Revolução Russa, ou a Revolução de Julho de 1918) é um termo que descreve o levante contra os bolcheviques  por grupos de esquerda, incluindo socialistas revolucionários, socialistas da esquerda revolucionárias, mencheviques e anarquistas em julho de 1918. O levante começou em 6 de Julho de 1918 e foi reivindicado como destinado a reiniciar a guerra com a Alemanha. Foi um de uma série de levantes de esquerda contra os bolcheviques, que teve lugar durante a Guerra Civil Russa continuaram até 1922.
A revolução estourou durante o Quinto Congresso dos Soviets de Toda Rússia, nos quais os discursos anti-bolcheviques dos socialistas-revolucionários e anarquistas não receberam apoio da maioria dos delegados. 
Derrotados no congresso, os socialistas-revolucionários decidiram sabotar o Tratado de Brest-Litovsk arrastando a Rússia Soviética a uma guerra com a Alemanha, assassinando o embaixador alemão em Moscou, Conde Wilhelm von Mirbach, em 6 de julho de 1918. 
Em resposta, os bolcheviques cada vez mais abandonaram as tentativa de atrair esses grupos para participar do governo e reprimiram-nos com força.